# Roselyne Bachelot-Narquin

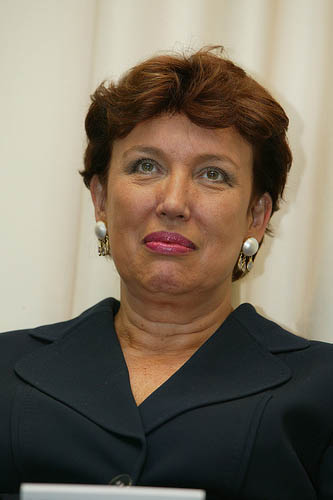
Roselyne Bachelot

Roselyne Bachelot-Narquin (n. 24 decembrie 1946, Nevers, Nièvre) este un om politic francez, membru al Parlamentului European în perioada 2004-2009 din partea Franței. 
1. 1 2 3  Autoritatea BnF, accesat în 15 februarie 2024
2. ↑  Roselyne Bachelot-Narquin, base Sycomore, accesat în 9 octombrie 2017
3. ↑  Roselyne Bachelot, Česko-Slovenská filmová databáze
4. ↑  Roselyne Narquin, Roglo
5. ↑   http://revuecharles.fr/roselyne-et-son-frere/ Lipsește sau este vid: |title= (ajutor)
6. ↑  Autoritatea BnF, accesat în 10 octombrie 2015
7. ↑  Composition of the Government (în engleză), accesat în 27 iulie 2021
8. ↑  Deputații în Parlamentul European